# Reuben Meade
Reuben Meade, né le 7 mars 1954 à Montserrat, est un homme d'État, Ministre en chef de Montserrat, du 10 octobre 1991 au 13 novembre 1996 puis du 10 septembre 2009 au 13 octobre 2010, date à laquelle il devient le premier Premier Ministre de l'île à la suite de la réforme de la Constitution de 2010. Il occupe ce poste jusqu'au 12 septembre 2014 et de nouveau depuis le 25 octobre 2024.

## Biographie
Reuben T. Meade est né le 7 mars 1954 à Montserrat. Il fait ses études à l'Université des Indes occidentales dont il sort diplômé en Économie. Il est élu pour la première fois en 1991 au Conseil législatif (en) après une carrière dans le service public, en particulier dans le service chargé du développement économique. En tant que leader du Parti progressif national (PNP), il devient alors le quatrième Ministre en chef de Montserrat. 
Son mandat est marqué par l'éruption de la Soufrière qui ravage l'île et l'oblige à évacuer la moitié de la population, comme à abandonner l'ancienne capitale : Plymouth.
L'opposition critique fortement la façon dont Meade et son cabinet gère les suites de cette catastrophe et le 8 octobre 1996, le gouverneur de Montserrat dissous le conseil législatif à la demande du Ministre en chef. Meade est réélu député, mais il perd sa majorité le 11 novembre 1996. Il garde son mandat de député lors des élections de 2001. 
En 2005, Reuben Meade décide de fonder le Mouvement pour le changement et la prospérité (MCAP) en remplacement du PNP. Bien qu'il obtienne le plus de sièges lors des élections de 2006 avec quatre députés sur neuf, c'est un gouvernement de coalition qui se met en place dirigé par Lowell Lewis. Reuben Meade devient alors le leader de l'opposition. 
Reuben Meade et le MCAP remportent les élections de 2009 avec six députés sur neuf et il devient Ministre en chef pour la seconde fois,. Durant son mandat, la nouvelle Constitution de Montserrat est approuvée par le Parlement britannique en octobre 2010, Montserrat gagne plus d'autonomie et le poste de Chief Minister of Montserrat devient celui de Premier of Montserrat.
Lors des élections de 2014, il perd sa majorité, tout en étant réélu député. Il devient alors le nouveau leader de l’opposition. Il abandonne son mandat en 2016 et se retire de la vie politique.